# Imsterberg
Imsterberg ist eine Gemeinde mit 826 Einwohnern (Stand 1. Jänner 2024) im Bezirk Imst (Gerichtsbezirk Imst) des Bundeslandes Tirol (Österreich) auf einer Seehöhe von 844 m (724 – 1074 m).

## Geografie
Die Gemeinde Imsterberg erstreckt sich in mehreren Weilern über die Abhänge des Venetmassivs, auf der Imst gegenüberliegenden, südlichen Innseite. Die Ortsteile Imsterau und Erlenau liegen am Talboden. Von den 10,81 km² liegen rund 2,47 km² im Dauersiedlungsraum.

### Ortsteile
Ortsteile von Imsterberg sind:
- Au,
- Ried,
- Endsfeld,
- Höfle,
- Vorderspadegg und
- Hinterspadegg

### Nachbargemeinden
| Mils bei Imst  | Imst                                        |                 |
| Schönwies (LA) | Kompassrose, die auf Nachbargemeinden zeigt | Arzl im Pitztal |
|                | Wenns                                       |                 |

## Geschichte
Alte Flurnamen lassen auf eine langandauernde Besiedlung des Gebiets schließen. Die erste urkundliche Nennung des Ortes erfolgte im Jahr 1282. Eine weitere Erwähnung von Imsterberg stammt von 1313. In dieser Zeit waren die Starkenberger die Grundeigentümer und sandten Pächter zur Rodung. Im Jahr 1427 nannte man sowohl Imsterberg als auch Imsterau als Orte des Gerichts Imst. Dem folgte die steuerliche Trennung zwischen Au und Berg im Jahre 1629. 1811 richtete man die politische Gemeinde Imsterberg ein. Damals war das kleine Dorf unter bayerischer Besatzung.
Bis zur Pfarrerhebung im Jahr 1891 war Imsterberg ein Teil der Mutterpfarre Imst.
Gegen Ende des Zweiten Weltkrieges schossen anrückende amerikanische Panzer auf den Ort, als deutsche Soldaten auf diese Feuer warfen. Die Panzer zerstörten dabei beinahe alle Häuser. Nach dem Krieg wurden diese großteils wieder aufgebaut.

### Bevölkerungsentwicklung

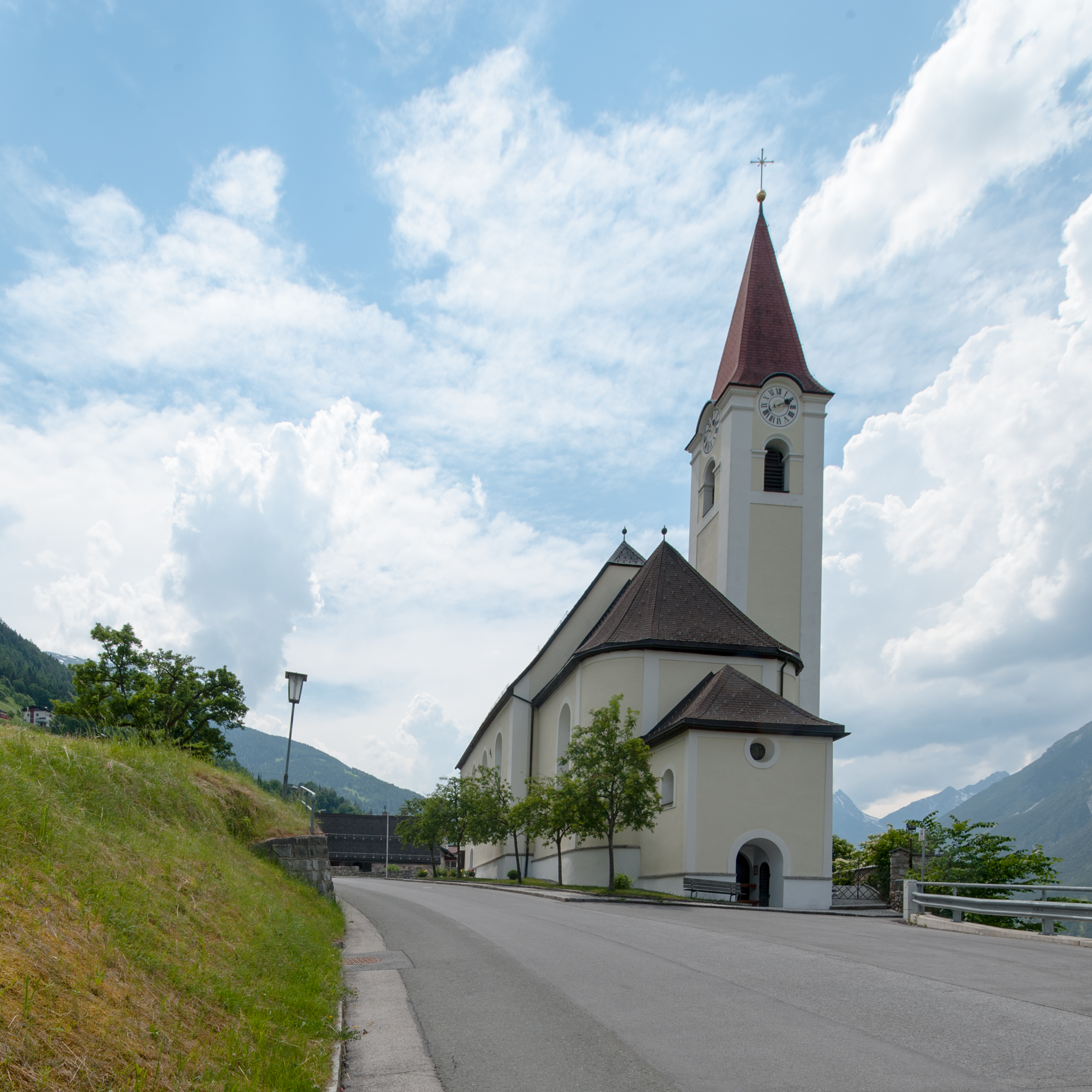
Pfarrkirche Imsterberg

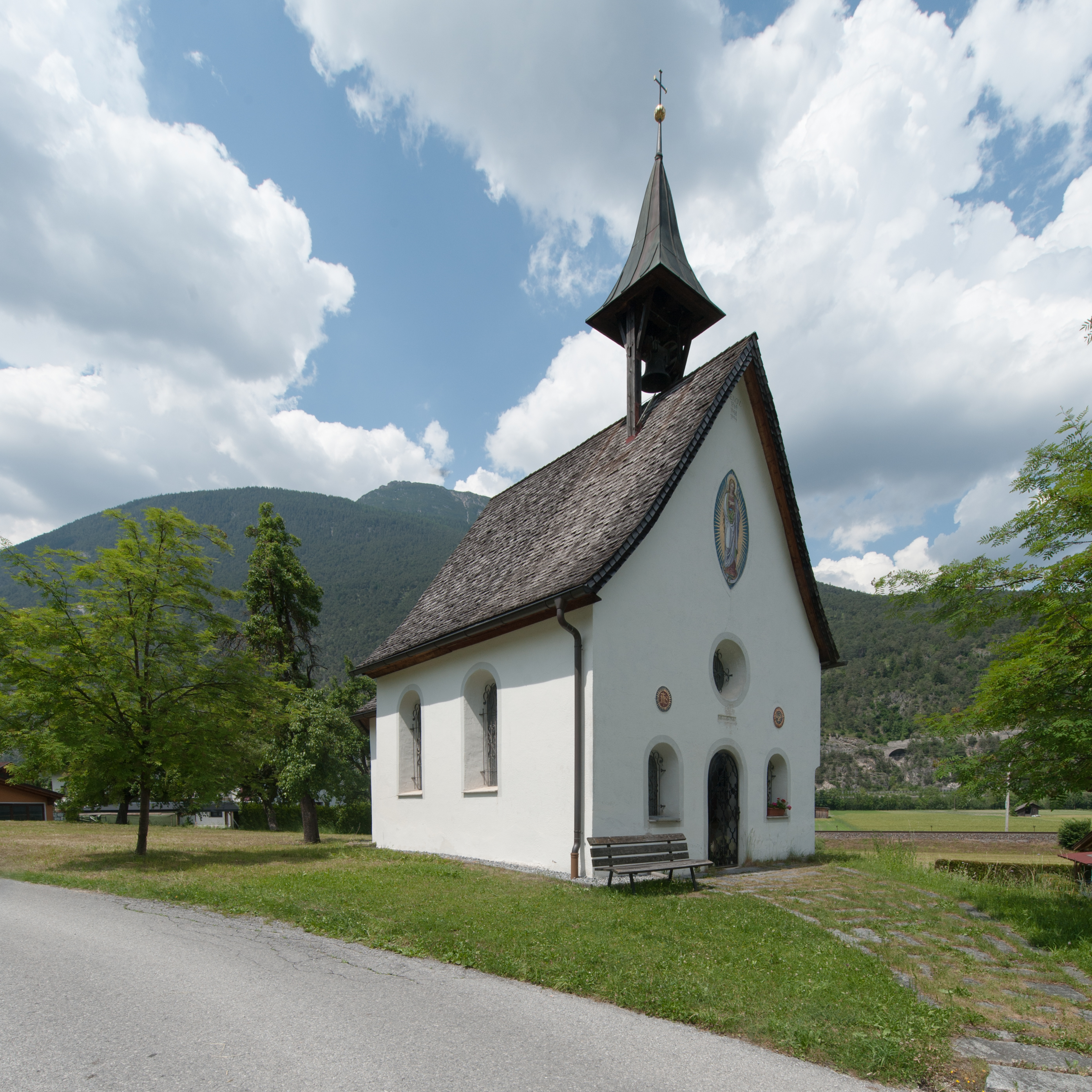
Ortskapelle Imsterau

EinwohnerJahr3004005006007008009001860189019201950198020102040EinwohnerEinwohnerentwicklung von Imsterberg

## Kultur und Sehenswürdigkeiten
- Pfarrkirche Mariä Sieben Schmerzen mit Widum und Kriegergedächtniskapelle
- Kapelle in Höfle
- Kapelle 14 Nothelfer in Imsterau
- Kapelle in Vorderspadegg
- Kapelle in Hinterspadegg

## Wirtschaft und Infrastruktur
Wirtschaftlich bedeutend ist neben der Landwirtschaft und privaten Schnapsbrennereien vor allem das Laufwasserkraftwerk Imst der Tiroler Wasserkraft, welches von 1953 bis 1956 errichtet wurde. Dabei zweigt vom Inn ein mehr als 12 Kilometer langer Druckstollen ab und ermöglicht eine Fallhöhe des Wassers um 145 Meter.

### Pendler
Viele Gemeindebürger arbeiten in den Nachbargemeinden und im Tiroler Zentralraum. Die Gemeinde zählt 93 Arbeits-Einpendler sowie 324 Auspendler (Stand 2017).

### Tourismus
Der Tourismus ist im Ort nur von untergeordneter Bedeutung, wobei die Beherbergungsbetriebe in Imsterberg von der zentralen Lage des Ortes im Inntal profitieren. Die zur Verfügung stehenden ca. 110 Gästebetten in rund 12 Beherbergungsbetrieben sorgten 2019 für rund 14.000 Nächtigungen. Beliebtes Ausflugsziel ist die Imsterberger Venet Alm am östlichen Ausläufer des Venetbergs auf 1.908 m Seehöhe.

### Verkehr
Die Gemeinde ist mit der Haltestelle Imsterberg der Arlbergbahn (in Imsterau gelegen) an das Bahnnetz angeschlossen. Die Haltestelle wurde im Jahr 2019 aufwendig modernisiert und ist nun barrierefrei zugänglich. Im Zuge des Umbaus wurden auch die Schrankenanlagen im Ort an der Bahnstrecke automatisiert. Damit endet die Ära der Schrankenwärter im Ort (den letzten auf der Westbahn zwischen Wien und Bregenz).

## Politik

### Gemeinderat
In den Gemeinderat werden elf Mandatare gewählt:
| Partei                                                                                | 2022    | 2022    | 2016    | 2016    | 2010  | 2010    | 2004  | 2004    |
| Partei                                                                                | Prozent | Mandate | Prozent | Mandate | %     | Mandate | %     | Mandate |
| ------------------------------------------------------------------------------------- | ------- | ------- | ------- | ------- | ----- | ------- | ----- | ------- |
| „Bewährtes erhalten, Zukunft gestalten“ mit Bürgermeister Dr. Richard Bartl (ZUKUNFT) | 61,32   | 7       |         |         |       |         |       |         |
| AKTIV für Imsterberg – Christoph Schuler (AKTIV)                                      | 38,68   | 4       |         |         |       |         |       |         |
| Alois Thurner – Bürgermeisterliste gemeinsam für Imsterberg                           |         |         | 51,50   | 6       | 58,20 | 6       | 47,23 | 5       |
| Unabhängige Liste Imsterberg                                                          |         |         | 35,77   | 4       |       |         |       |         |
| Für Imsterberg – Für Tirol                                                            |         |         | 12,73   | 1       |       |         |       |         |
| Imsterberger Bürgerliste                                                              |         |         |         |         | 41,80 | 5       | 26,60 | 3       |
| Wir Imsterberger                                                                      |         |         |         |         |       |         | 26,17 | 3       |

### Bürgermeister
Nachdem der Langzeitbürgermeister von Imsterberg, Alois Thurner, sein Amt niedergelegt hatte, wählte der Gemeinderat Richard Bartl im Jahr 2021 zum neuen Ortschef. Dieser wurde bei der Wahl 2022 als einziger Kandidat im Amt bestätigt.

### Wappen
Der Gemeinde wurde 1973 folgendes Wappen verliehen: Gespaltener Schild, rechts ein schwarzes Tatzenkreuz in Rot, linkes Feld von Blau und Silber schräggeviertelt.
Das Tatzenkreuz steht für die frühere Zugehörigkeit an die Staufer. Die blauen Spitzen symbolisieren die Wasserkraft, da Imsterberg eines der ersten Elektrizitätswerke in Tirol hatte.

## Persönlichkeiten
- Johann Schnegg (1724–1784), Bildhauer